# UV-Filter (Fotografie)

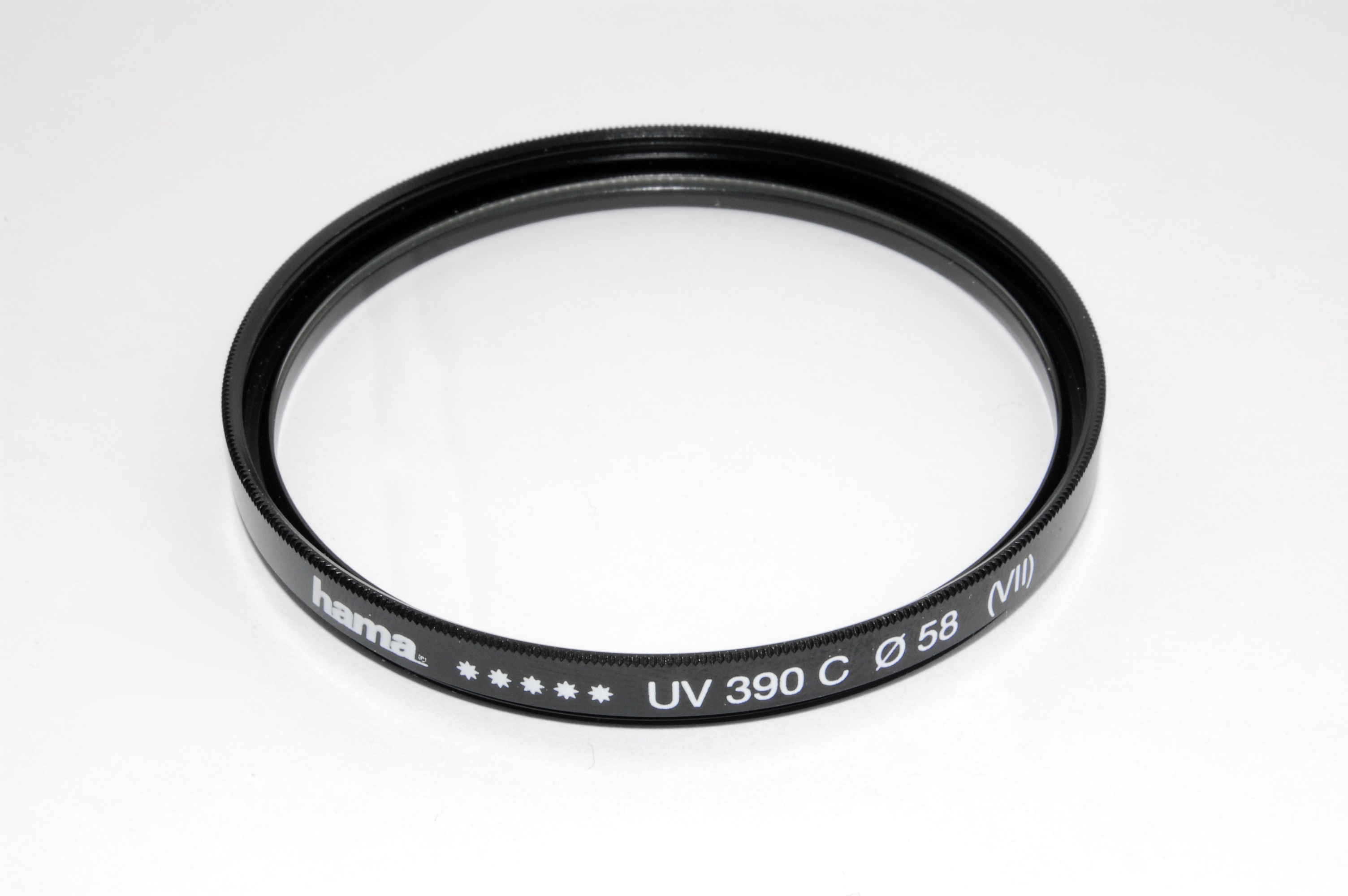
Ein UV-Filter von hama

UV-Filter (eigentlich UV-Sperrfilter) sind in der Fotografie spezielle Filter, die ultraviolettes Licht blockieren. Sie sehen farblos oder ganz schwach gelblich eingefärbt aus.

## Anwendung

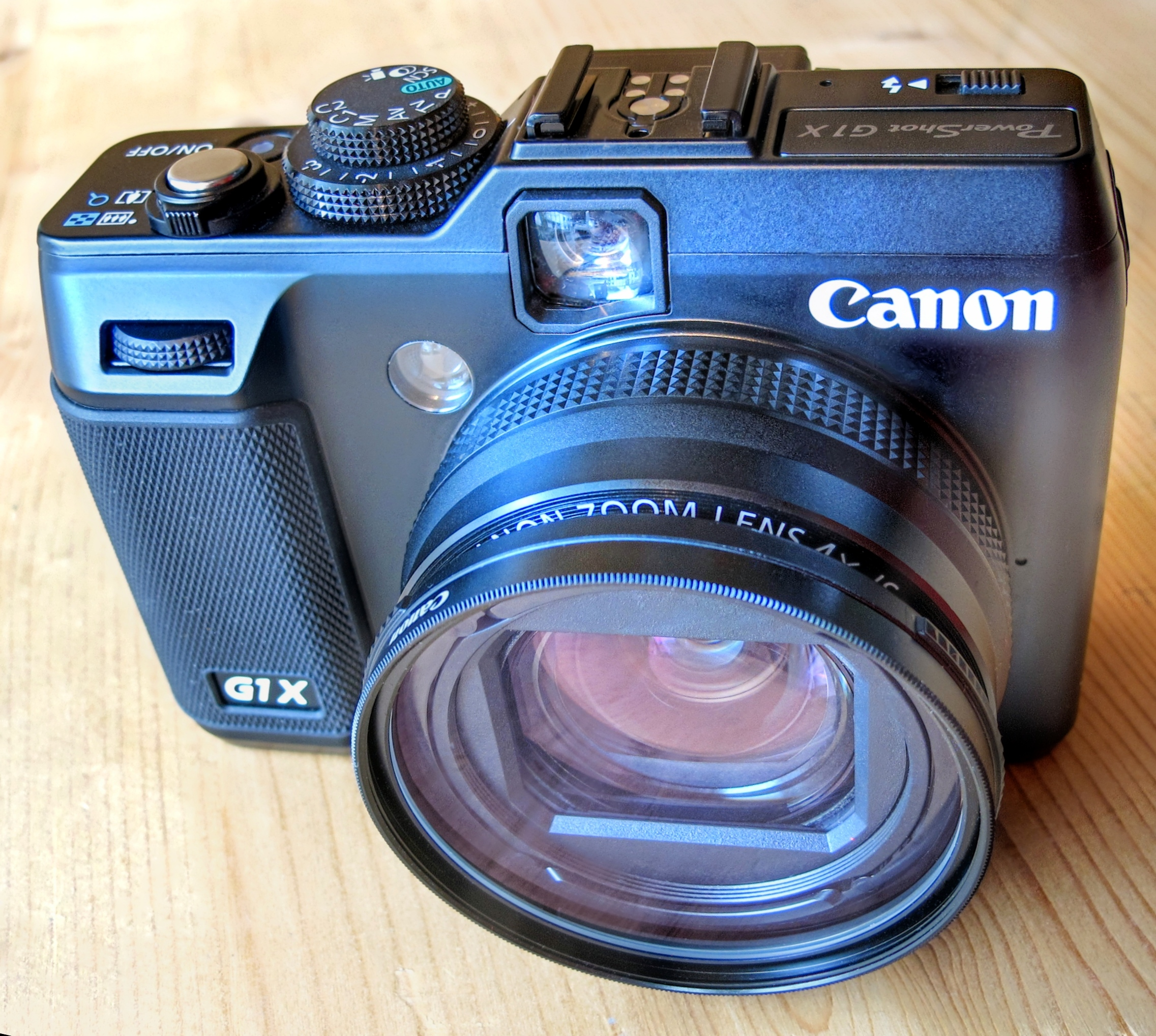
Canon PowerShot G1X mit aufgesetztem UV-Filter

Fotografische Filme, aber auch die Sensoren von Digitalkameras (beispielsweise CCD) sind nicht nur für das sichtbare Spektrum des Lichts empfindlich, sondern auch für den unsichtbaren ultravioletten Anteil. Das UV-Licht kann beim Fotografieren im Wesentlichen zwei störende Auswirkungen haben:
- Übliche Kameraobjektive sind nur für einen bestimmten Bereich des sichtbaren Lichts korrigiert, ein hoher Anteil UV-Licht kann infolge chromatischer Aberration zu Unschärfen führen;
- Wird Sonnenlicht an den Molekülen der Luft gestreut, liegt das Intensitätsmaximum des Streulichtes im UV-Bereich (Rayleigh-Streuung). Dieses besonders „blaulastige“ Streulicht (siehe Bild) kann bei Farbfilmen einen Blaustich hervorrufen.

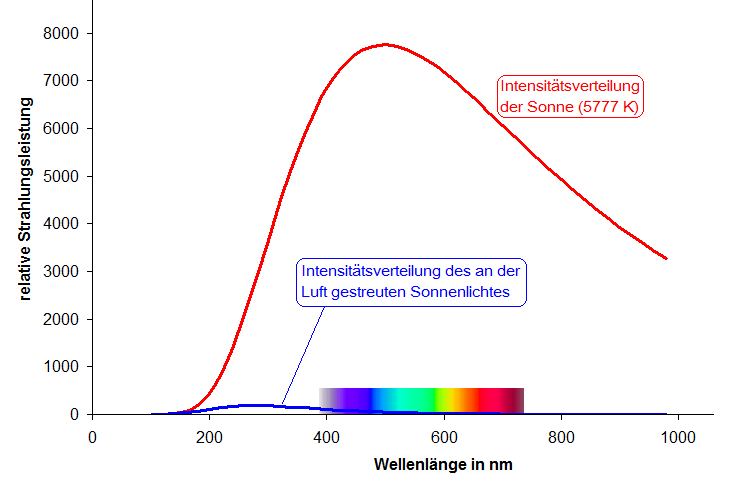
Leistungsverteilung von direktem und gestreutem Sonnenlicht. Das Streulicht hat besonders hohen UV-Anteil

Durch den Einsatz von UV-Sperrfiltern werden diese Effekte wirksam unterdrückt, die Fotografien gewinnen an Kontrast und Schärfe, und Farbfehler werden vermieden. Eine Korrektur der Belichtungseinstellungen ist bei UV-Sperrfiltern nicht erforderlich.
Bei modernen Kameras mit viellinsigen, vergüteten Objektiven ist der Einsatz dieser Filter nicht erforderlich, da das in Summe dicke Glas der Objektive UV-Strahlung bereits ausreichend sperrt. Wird ein beliebiger anderer Farbfilter oder ein Polarisationsfilter eingesetzt, ist ein zusätzlicher UV-Filter überflüssig und reduziert lediglich die Abbildungsleistung des Objektives.
Viele Fotografen sehen die Hauptaufgabe eines UV-Sperrfilters daher (ähnlich wie beim Skylightfilter) im Schutz des Objektives vor mechanischen Beschädigungen, insbesondere Kratzern, da ein Filter nicht nur einfacher als die Frontlinse eines Objektives auszuwechseln, sondern auch viel preiswerter ist. Allerdings haben UV-Sperrfilter, wie alle optischen Objektivvorsätze, den Nachteil, dass sie Licht, das von der Frontlinse reflektiert wird, wieder in das Objektiv zurückreflektieren und somit zu unschönen Lichtpunkten bei Gegenlichtaufnahmen führen können. Zum Schutz der Frontlinse sind daher Streulichtblenden eher geeignet.